# Le Milliardaire (téléfilm, 1976)
Pour les articles homonymes, voir Milliardaire (homonymie).
Le Milliardaire est un téléfilm français, diffusé la première fois le 10 novembre 1976, adapté du roman de Michel de Saint Pierre et réalisé par Robert Guez.

## Synopsis
Un homme d'affaires néglige sa famille. Sa femme et ses enfants s'éloignent peu à peu de lui. Quand il prend conscience de sa solitude, il est déjà trop tard.

## Fiche technique
- Titre : Le Milliardaire
- Réalisation : Robert Guez
- Scénario : Robert Guez, adapté de Michel de Saint Pierre
- Musique : Martial Murray
- Photographie : Gilbert Sandoz
- Décors : Georges Lecosse
- Costumes : Jérôme Tramini
- Production : TF1
- Année : 1976
- Pays :  France
- Date de sortie : 10 novembre 1976

## Distribution
- Renaud Mary : Georges Fabre-Simmons
- Odile Versois : Françoise Fabre-Simmons
- Marie-Georges Pascal : Cécile, la fille des Fabre-Simmons
- Gilles Werner : Roland, le fils des Fabre-Simmons
- Claude Titre : Pierre Mazade
- Jacques Monod : Marcel Sangalles
- Henri Tisot :
- Marie-Pierre Casey :
- Robert Rollis :
- Raymond Meunier :
- Jean Lanier :
- Pierre Devilder :
- Georges Lietard :
- Nathalie Mazéas :
- Fernand Berset :
- Michel Lejeune :
- Jacques Bérard :
- Pierre Devilder :
- Armand Isnard :
- Alain Chevallier :